# Nolan Siegel
Nolan Siegel (Palo Alto, 9 novembre 2004) è un pilota automobilistico statunitense, vincitore della 24 Ore di Le Mans 2024 nella classe LMP2.

## Carriera
Nolan Siegel esordisce in monoposto nel 2019 correndo nella Formula USA e nella U.S.F 2000. Nel 2021 ottiene la sua prima vittoria in monoposto nella corsa del New Jersey valida per il Campionato U.S.F 2000. L'anno seguente passa alla Indy Pro 2000, ottiene due vittorie arrivando quarto in classifica e secondo tra i Rookie dietro Louis Foster.

### Road to Indy
L'otto settembre del 2022 Siegel debutta nella Indy Lights guidando per il team HMD Motorsports negli ultimi due round della stagione. L'anno seguente la serie viene rinominata in Indy NXT e il pilota statunitense prende parte al campionato a tempo pieno sempre con il team HMD Motorsports. La stagione è molto positiva, ottiene cinque podi tra cui due vittorie, la prima Detroit e la seconda a Road America. Siegel chiude al terzo posto in classifica dietro a Christian Rasmussen e Hunter McElrea riuscendo a vincere il Rookie of the Year.
Per la stagione 2024 rimane per il terzo anno nella serie, nel primo round a St. Petersburg ottiene la Pole position e inizia la stagione con una vittoria.

### Endurance
Dal 2022 Siegel prende parta a diverse corse del Campionato IMSA WeatherTech SportsCar e alla Asian Le Mans Series. Nella 24 Ore di Daytona 2023 ottiene la pole e chiude secondo nella classe LMP3. Nello stesso anno ottiene anche due vittorie nella classe LMP2 della IMSA, la prima nella 6 Ore di Watkins Glen e la seconda nella Petit Le Mans.
Nel 2024 prende parte alla sua prima 24 Ore di Le Mans correndo sempre nella classe LMP2 insieme a Oliver Jarvis e Bijoy Garg con il team United Autosports, il team riesce a trionfare nella propria classe.

### IndyCar
Durante il suo terzo anno della Indy NXT, Siegel prende parte a quattro gare della IndyCar Series, esordendo nella corsa di Long Beach con il team Dale Coyne Racing. Dopo non essersi qualificato per la 500 Miglia di Indianapolis ritorna nella seria a Road America con il team Juncos Hollinger Racing al posto di Agustín Canapino. Dal ottavo round della serie, ovvero da Laguna Seca, Siegel viene scelto dalla Arrow McLaren per correre tutto il resto della stagione sostituendo Théo Pourchaire.

## Risultati

### Riassunto della carriera
| Stagione | Serie                               | Team                                     | Gare | Vittorie | Pole | GPV | Podi | Punti | Pos. |
| -------- | ----------------------------------- | ---------------------------------------- | ---- | -------- | ---- | --- | ---- | ----- | ---- |
| 2019     | Formula USA                         | Jay Howard Driver Development            | 2    | 0        | 0    | 0   | 0    | 0     | 45º  |
| 2019     | Campionato U.S.F 2000               | Newman Wachs Racing                      | 15   | 0        | 0    | 0   | 0    | 113   | 15º  |
| 2019-20  | Formula NACAM                       | Scuderia Martiga EG                      | 9    | 0        | 0    | 0   | 1    | 60    | 11º  |
| 2020     | Formula USA                         | Jay Howard Driver Development            | 5    | 0        | 0    | 0   | 0    | 8     | 21º  |
| 2020     | Campionato U.S.F 2000               | Jay Howard Driver Development            | 17   | 0        | 0    | 1   | 2    | 158   | 13º  |
| 2021     | Campionato USF Pro 2000             | DEForce Racing                           | 1    | 0        | 0    | 0   | 0    | 26    | 18º  |
| 2021     | Campionato U.S.F 2000               | DEForce Racing                           | 18   | 1        | 1    | 2   | 4    | 227   | 8º   |
| 2022     | IMSA SportsCar - LMP3               | Mühlner Motorsports America              | 1    | 0        | 0    | 0   | 0    | 618   | 22º  |
| 2022     | IMSA SportsCar - LMP3               | Jr III Motorsports                       | 2    | 0        | 0    | 0   | 1    | 618   | 22º  |
| 2022     | Campionato Indy Pro 2000            | DEForce Racing                           | 18   | 2        | 2    | 1   | 6    | 333   | 4º   |
| 2022     | Indy Lights                         | HMD Motorsports con Dale Coyne Racing    | 2    | 0        | 0    | 0   | 0    | 42    | 17º  |
| 2023     | Asian Le Mans Series - LMP2         | Inter Europol Competition                | 4    | 1        | 0    | 0   | 1    | 39    | 5º   |
| 2023     | Indy NXT                            | HMD Motorsports con Dale Coyne Racing    | 14   | 2        | 0    | 2   | 5    | 415   | 3º   |
| 2023     | IMSA SportsCar - LMP2               | CrowdStrike Racing con APR               | 3    | 2        | 0    | 0   | 2    | 1016  | 8º   |
| 2023     | IMSA SportsCar - LMP3               | Sean Creech Motorsport                   | 1    | 0        | 0    | 1   | 1    | 332   | 25º  |
| 2023     | IMSA SportsCar - LMP3               | Jr III Motorsports                       | 1    | 0        | 0    | 0   | 1    | 332   | 25º  |
| 2023     | GT World Challenge America - Pro-Am | CrowdStrike Racing con Riley Motorsports | 1    | 1        | 0    | 0   | 1    | 0     | NC   |
| 2023     | Intercontinental GT Challenge       | CrowdStrike Racing con Riley Motorsports | 1    | 0        | 0    | 0   | 0    | 10    | 24º  |
| 2024     | IndyCar Series                      | Dale Coyne Racing                        | 12   | 0        | 0    | 0   | 0    | 154   | 23º  |
| 2024     | Indy NXT                            | HMD Motorsports                          | 5    | 1        | 1    | 0   | 3    | 177   | 17º  |
| 2024     | 24 Ore di Le Mans - LMP2            | United Autosports                        | 1    | 0        | 0    | 0   | 0    | -     | 1º   |
| 2024     | IMSA SportsCar Championship - LMP2  | Sean Creech Motorsport                   | 1    | 0        | 0    | 0   | 0    | 239*  |      |

* Stagione in corso.

### Indy NXT / Indy Lights
(legenda) (Le gare in grassetto indicano la pole position) (Le gare in corsivo indicano Gpv)
| Stagione | Team               | 1   | 2   | 3   | 4   | 5   | 6   | 7   | 8   | 9   | 10  | 11  | 12  | 13  | 14  | Punti | Pos. |
| -------- | ------------------ | --- | --- | --- | --- | --- | --- | --- | --- | --- | --- | --- | --- | --- | --- | ----- | ---- |
| 2022     | HMD con Dale Coyne | STP | ALA | IMS | IMS | DET | DET | ROA | MOH | IOW | NSH | GAT | POR | LAG | LAG | 42    | 17º  |
| 2022     | HMD con Dale Coyne |     |     |     |     |     |     |     |     |     |     |     |     | 10  | 9   | 42    | 17º  |
| 2023     | HMD con Dale Coyne | STP | ALA | IMS | DET | DET | ROA | MOH | IOW | NSH | IMS | GAT | POR | LAG | LAG | 415   | 3º   |
| 2023     | HMD con Dale Coyne | 2L  | 2   | 13  | 8L  | 1L* | 1L* | 15  | 15  | 5   | 12  | 6   | 2   | 16  | 7   | 415   | 3º   |
| 2024     | HMD Motorsports    | STP | ALA | IMS | IMS | DET | ROA | LAG | LAG | MOH | IOW | GAT | POR | MIL | NSH | 177   | 17º  |
| 2024     | HMD Motorsports    | 1L* | 2   | 2   | 5   | 18  |     |     |     |     |     |     |     |     |     | 177   | 17º  |

### IMSA
(legenda) (Le gare in grassetto indicano la pole position) (Le gare in corsivo indicano Gpv)
| Stagione | Team                        | Classe | Vettura            | 1     | 2     | 3   | 4     | 5   | 6   | 7     | 8     | Punti | Pos |
| -------- | --------------------------- | ------ | ------------------ | ----- | ----- | --- | ----- | --- | --- | ----- | ----- | ----- | --- |
| 2022     | Mühlner Motorsports America | LMP3   | Duqueine M30 - D08 | DAY 6 | SEB   | MDO |       | MOS | ELK | PET   |       | 618   | 22º |
| 2022     | Jr III Motorsports          | LMP3   | Duqueine M30 - D08 |       |       |     | WGL 6 |     |     |       |       | 618   | 22º |
| 2023     | Sean Creech Motorsport      | LMP3   | Ligier JS P320     | DAY 2 |       |     |       | MOS |     | IMS 3 |       | 332   | 25º |
| 2023     | CrowdStrike Racing con APR  | LMP2   | Oreca 07           |       | SEB 5 | LGA | WGL 1 |     | ELK |       | PET 1 | 1016  | 8º  |
| 2024     | Sean Creech Motorsport      | LMP2   | Ligier JS P217     | DAY 9 | SEB   | WGL | MOS   | ELK | IMS | PET   |       | 239*  |     |

* Stagione in corso.

### 24 Ore di Daytona
| Anno | Team                        | Co-piloti                                  | Auto               | Classe | Giri | Pos. | Class Pos. |
| ---- | --------------------------- | ------------------------------------------ | ------------------ | ------ | ---- | ---- | ---------- |
| 2022 | Mühlner Motorsports America | Charles Crews Cameron Shields Ugo de Wilde | Duqueine M30 - D08 | LMP3   | 681  | 35º  | 6º         |
| 2023 | Sean Creech Motorsport      | João Barbosa Nico Pino Lance Willsey       | Ligier JS P320     | LMP3   | 725  | 29º  | 2º         |
| 2024 | Sean Creech Motorsport      | João Barbosa Jonny Edgar Lance Willsey     | Ligier JS P217     | LMP2   | 510  | 45º  | 9º         |

### 24 Ore di Le Mans
| Anno | Team              | Co-piloti                | Auto            | Classe | Giri | Pos. | Class Pos. |
| ---- | ----------------- | ------------------------ | --------------- | ------ | ---- | ---- | ---------- |
| 2024 | United Autosports | Bijoy Garg Oliver Jarvis | Oreca 07-Gibson | LMP2   | 297  | 15º  | 1º         |

### IndyCar Series
| Anno | Squadra           | Telaio       | Motore    | 1      | 2      | 3      | 4     | 5       | 6    | 7      | 8      | 9      | 10     | 11     | 12     | 13    | 14     | 15     | 16     | 17     | Punti | Pos. |
| ---- | ----------------- | ------------ | --------- | ------ | ------ | ------ | ----- | ------- | ---- | ------ | ------ | ------ | ------ | ------ | ------ | ----- | ------ | ------ | ------ | ------ | ----- | ---- |
| 2024 | Dale Coyne Racing | Dallara DW12 | Honda     | STP    | LBH    | ALA 20 | IMS   | INDY NQ | DET  | ROA 20 | LAG 12 | MDO 20 | IOW 12 | IOW 14 | TOR 21 | GAT 7 | POR 21 | MIL 17 | MIL 25 | NSH 18 | 154   | 23º  |
| 2025 | Arrow McLaren     | Dallara DW12 | Chevrolet | STP 25 | THE 19 | LBH 20 | ALA 9 | IMS 13  | INDY | DET    | GAT    | ROA    | MDO    | IOW    | IOW    | TOR   | LAG    | POR    | MIL    | NSH    | 65*   |      |

* Stagione in corso.